# سیکلوباربیتال
سیکلوباربیتال (انگلیسی: Cyclobarbital) یک مشتق باربیتورات با اثرات خواب‌آور است.